# Ванцо Векио (Виченца)
Ванцо Векио је насеље у Италији у округу Виченца, региону Венето.
Према процени из 2011. у насељу је живело 45 становника. Насеље се налази на надморској висини од 23 м.